# Charles Thias
Charles Henry Robert Thias (15 de noviembre de 1879 - 19 de noviembre de 1922) fue un deportista estadounidense que compitió en el tira y afloja en los Juegos Olímpicos de San Luis 1904. Su afiliación deportiva fue el Southwest Turnverein, St. Louis (USA).
En estos Juegos Olímpicos ganó la medalla de bronce como miembro del Southwest Turnverein of Saint Louis No. 2. El equipo fue conformado por Charles Habercorn, Frank Kungler, Harry Jacobs y Oscar Fride. Hubo seis equipos que compitieron en el tira y afloja. Sin embargo, perdió la semifinal contra el equipo de EE. UU. el Southwest Turnverein of Saint Louis No. 1 (la final por segundo / tercero no jugó New York Athletic Club por retiro).
Nació en Illinois y murió en San Francisco, California.